# Лі Дже Хьок
Лі Дже Хьок (кор. 이재혁; 20 травня 1969, Андон, Північна Кьонсан) — південнокорейський боксер, призер Олімпійських ігор 1988.

## Боксерська кар'єра
На Олімпійських іграх 1988 Лі Дже Хьок завоював бронзову медаль в категорії до 57 кг.
- В 1/32 фіналу переміг Мігеля Анхель Гонсалес (Мексика) — 5-0
- В 1/16 фіналу переміг Даррена Хайлса (Австралія) — 3-2
- В 1/8 фіналу переміг Киркора Киркорова (Болгарія) — 5-0
- У чвертьфіналі переміг Томаша Новака (Польща) — 5-0
- У півфіналі програв Даніелю Думітреску (Румунія) — 0-5

1989 року Лі Дже Хьок став чемпіоном Азії в категорії до 60 кг, а 1990 року — чемпіоном Азійських ігор.